# Чиллал, Шридхар
Шридхар Чиллал (род. 1937 год, Пуна) — индийский фотограф, мировой рекордсмен, человек, отрастивший самые длинные ногти на руке. Он не стриг ногти с 1952 по 2018 год.

## Рекорд
Мальчиком он случайно сломал длинный ноготь на руке своего учителя, за что тот поругал его. Учитель сказал ему, что тот никогда не поймёт, как сложно сохранить длину ногтей, если сам не начнёт их отращивать. С того дня мальчик перестал стричь ногти.
Шридхар со своими ногтями попал в Книгу рекордов Гиннесса в 2016 году. Он очень гордился своим достижением, хотя и признавал, сколько неудобств ему доставляют такие длинные ногти. Из-за них у него появились проблемы с работой и личной жизнью, родители осуждали его. Однако работу Шридхар всё-таки нашёл (он стал фотографом) и женился. Хрупкие и одновременно тяжёлые ногти мешали Шридхару спать и двигаться. У мужчины развились проблемы со слухом, которые он безосновательно связывает с ногтями.
Чиллал снимался в фильмах и на телевидении, демонстрируя свои ногти, например, в фильме «Придурки 2.5».
11 июля 2018 года впервые за 66 лет он позволил состричь (а точнее, отпилить) свои ногти, суммарная длина которых к тому времени достигла 909 сантиметров. Свои ногти он подарил музею в Нью-Йорке.